# 와룡산
와룡산(臥龍山)은 대구광역시 달서구 이곡동, 용산동, 신당동, 달성군 다사읍, 서구 상리동에 걸쳐 있는 산이다. 이곡동에 있는 이 산에 와룡이라는 이름이 붙게 된 대엔 산 아래에 옥연이 있어 용이 노닐다가 그 못에서 나와 승천을 하려는데 지나가던 아녀자가 이를 보고 "산이 움직인다!" 하고 놀라 소리치자 이 소리를 들은 용이 승천을 하지 못하고 떨어져 누웠다는 설이 있다. 와룡산은 산새가 대체로 완만하고, 정상부근 약 300여m 지점까지 야간조명시설이 설치되어 있어, 야간에 산책하기 좋은 산이다. 2009년 등산로정비사업으로 각종 체육시설 및 쉼터를 갖추고 수목을 추가식재하여, 도심속 휴양지로서 각광받고 있다.

## 같이 보기
- 개구리 소년 사건
- 한국의 산